# Évariste Boshab

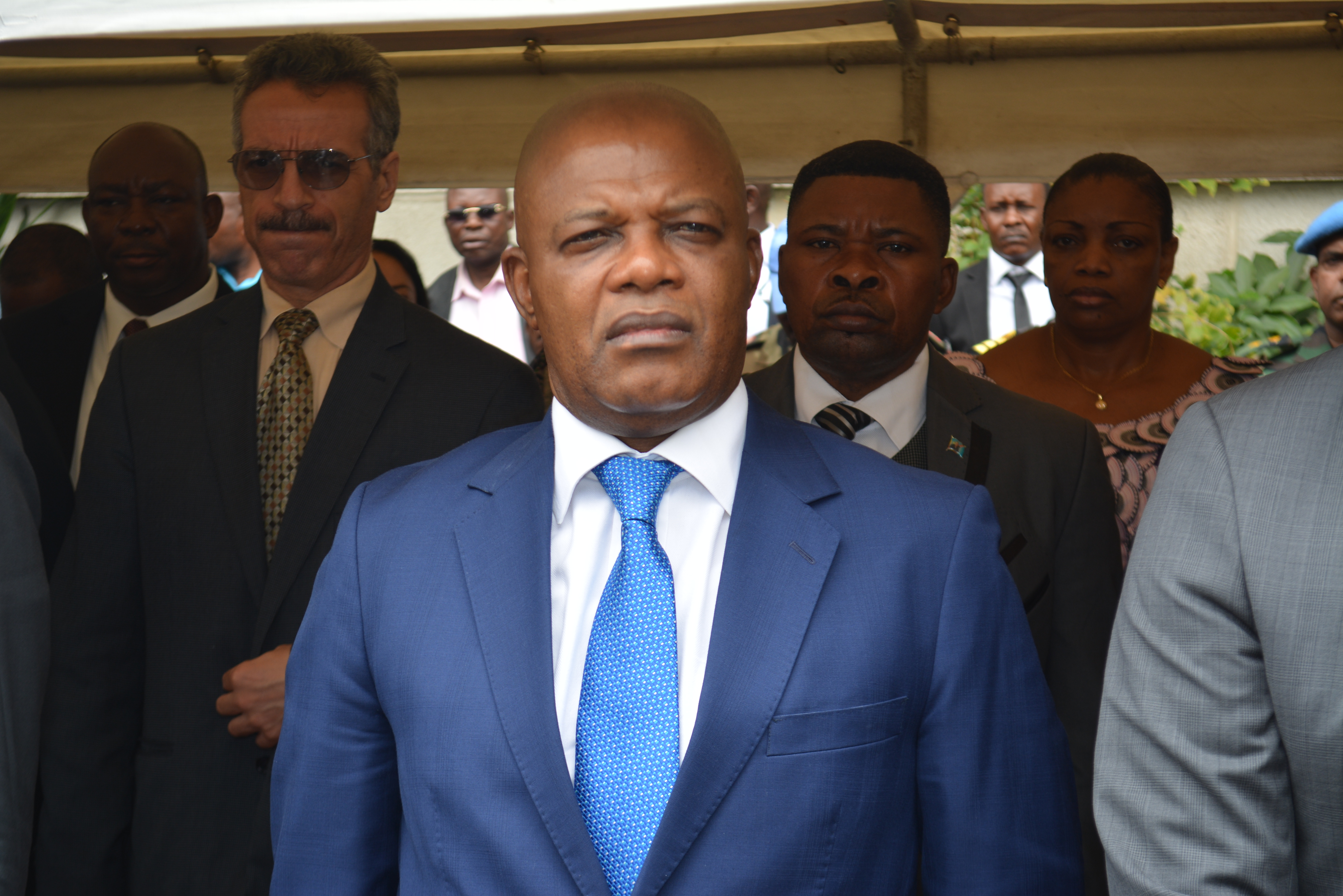
Évariste Boshab (2015)

Évariste Boshab Mabub Ma Bileng (* 12. Januar 1956 in Tete-Kalamba bei Mweka im damaligen Belgisch-Kongo, in der heutigen Provinz Kasaï) ist ein Politiker und Anwalt in der Demokratischen Republik Kongo.

## Werdegang
Boshab ist seit 1986 Staatsanwalt am Berufungsgericht von Kinshasa. Er promovierte von 1991 bis 1996 in Rechtswissenschaften an der Université catholique de Louvain (UCL) in Belgien und ist Professor für Verfassungsrecht an der Universität Kinshasa (UNIKIN). Er war von 2002 bis 2004 Stabschef von Staatspräsident Joseph Kabila. Von 2007 bis 2015 war er Generalsekretär der 2002 gegründeten Parti du Peuple pour la Reconstruction et la Démocratie (PPRD).
Von 2009 bis 2012 war er Präsident der Nationalversammlung und vom 7. Dezember 2014 bis zum 20. Dezember 2016 stellvertretender Premierminister sowie Innen- und Sicherheitsminister im Kabinett von Augustin Matata Ponyo.
Als Sicherheitsminister war er zuständig für die Polizei und die Sicherheitsdienste sowie für die Koordinierung der Arbeit der Provinzgouverneure verantwortlich. In dieser Eigenschaft war er nach Ansicht der Europäischen Union, die ihn am 27. Mai 2017 wegen schweren Menschenrechtsverletzungen auf eine Sanktionsliste setzte, verantwortlich für Verhaftungen von Aktivisten und Mitgliedern der Opposition sowie die unverhältnismäßige Anwendung von Gewalt, so auch im Zeitraum zwischen September 2016 und Dezember 2016 als Reaktion auf die Demonstrationen in der Hauptstadt Kinshasa, bei denen mehrere Menschen von Sicherheitskräften getötet oder verletzt wurden. Sein Nachfolger als Innen- und Sicherheitsminister wurde Emmanuel Ramazani Shadary.